# Тропоміозин 3
Тропоміозин 3 (англ. Tropomyosin 3) – білок, який кодується геном TPM3, розташованим у людей на короткому плечі 1-ї хромосоми.  Довжина поліпептидного ланцюга білка становить 285 амінокислот, а молекулярна маса — 32 950.
| 10         |  | 20         |  | 30         |  | 40         |  | 50         |
| ---------- |  | ---------- |  | ---------- |  | ---------- |  | ---------- |
| MMEAIKKKMQ |  | MLKLDKENAL |  | DRAEQAEAEQ |  | KQAEERSKQL |  | EDELAAMQKK |
| LKGTEDELDK |  | YSEALKDAQE |  | KLELAEKKAA |  | DAEAEVASLN |  | RRIQLVEEEL |
| DRAQERLATA |  | LQKLEEAEKA |  | ADESERGMKV |  | IENRALKDEE |  | KMELQEIQLK |
| EAKHIAEEAD |  | RKYEEVARKL |  | VIIEGDLERT |  | EERAELAESK |  | CSELEEELKN |
| VTNNLKSLEA |  | QAEKYSQKED |  | KYEEEIKILT |  | DKLKEAETRA |  | EFAERSVAKL |
| EKTIDDLEDE |  | LYAQKLKYKA |  | ISEELDHALN |  | DMTSI      |  |            |

A: Аланін

C: Цистеїн

D: Аспарагінова кислота

E: Глутамінова кислота

F: Фенілаланін

G: Гліцин

H: Гістидин

I: Ізолейцин

K: Лізин

L: Лейцин

M: Метіонін

N: Аспарагін

Q: Глутамін

R: Аргінін

S: Серин

T: Треонін

V: Валін

Цей білок за функцією належить до м'язових білків. 
Білок має сайт для зв'язування з молекулою актину. 
Локалізований у цитоплазмі, цитоскелеті.